# Violoncello piccolo
Die Bezeichnung Violoncello piccolo war im Barock für kurze Zeit geläufig und meinte sehr wahrscheinlich ein fünfsaitiges Violinstrument in Armhaltung. Im Zuge der historisierenden Aufführungspraxis wird dieses von der Bratsche abgeleitete Instrument heute meist „Viola pomposa“ genannt. Heute hingegen wird mit „Violoncello piccolo“ meist ein fünfsaitiges Violoncello in Kniehaltung bezeichnet. Es gibt nur wenige historische Quellen, so dass der Sachverhalt bisher nicht eindeutig aufgeklärt ist.

## Begriffsbestimmung

### 18. Jahrhundert

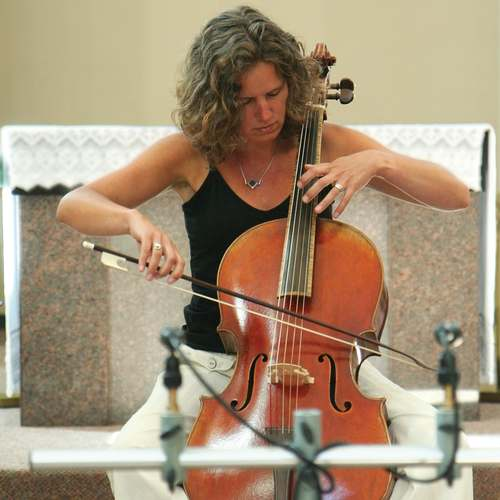
Violoncello piccolo

Der Ausdruck Violoncello piccolo findet sich erstmals ab 1724 in Abschriften von sieben Kantaten von Johann Sebastian Bach als Soloinstrument jeweils einer Arie der Kantate.
Im Musikalischen Lexikon von 1732 führt Johann Gottfried Walther unter dem Stichwort Violoncello an:

„Violoncello, die Bassa di Viola und Viola di Spala sind kleine Baß-Geigen, in Vergleichung der größeren mit 5, auch wohl mit 6 Saiten, worauf man leichtere Arbeit als auf den großen Maschinen allerhand geschwinde Sachen, Variationes und Manieren machen kan; insbesonderheit hat die Viola di Spala oder Schulter-Viole einen großen Effect beim Accompagnement, weil sie starck durchschneiden und die Töne rein exprimiren kann. Sie wird am Bande an der Brust befestigt, und gleichsam auf die rechte Schulter geworfen, hat also nichts, das ihren Resonanz im geringsten aufhält und verhindert …“

Die viersaitigen werden wie eine Viola CGda gestimmt und gehen bis ins a.

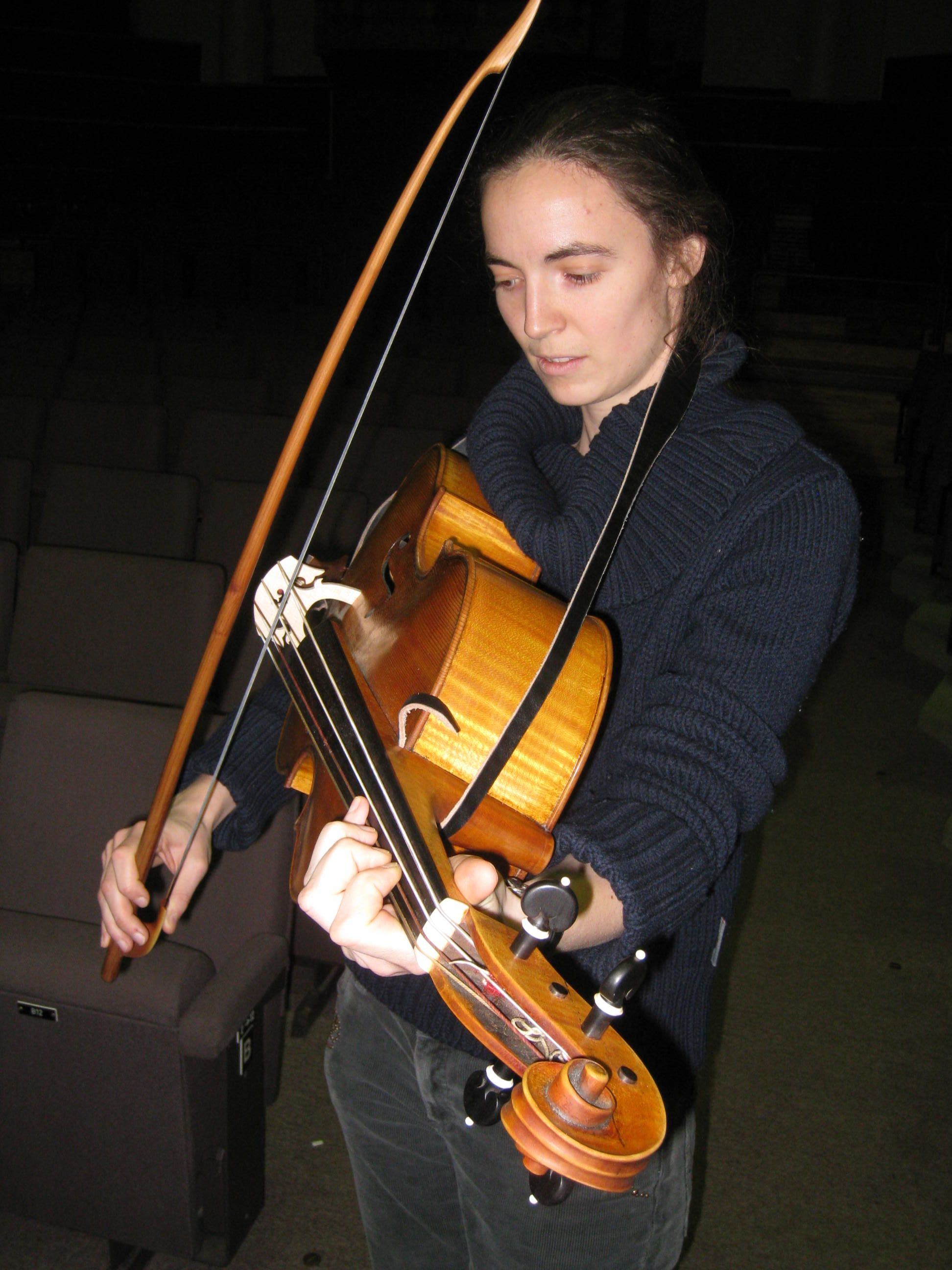
Viola da spalla

Einige Jahre später, 1766, erscheint die Bezeichnung in einem Notenkatalog von Breitkopf in folgender Form: „Violoncello piccolo o Violoncello da braccia.“ Der Katalog weist also auf ein Instrument in Armhaltung hin.
Das Historisch-Biographische Lexikon der Tonkünstler von 1790, herausgegeben von Ernst-Ludwig Gerber, schreibt im Artikel Viola pomposa Folgendes über Bach: „Die steife Art, womit zu seiner Zeit die Violonzells behandelt wurden, nöthigten ihn, bey den lebhaften Bässen in seinen Werken, zu einer Erfindung, der von ihm so genannten Viola pomposa; dies bequeme Instrument setzte den Spieler in den Stand, die vorhandenen hohen und geschwinden Paßagien, leichter auszuführen.“
Die Bach-Kantaten sind die bisher einzig sicher bekannten Quellen von Musik für dieses Instrument. Die Anforderung an das Instrument sind unterschiedlich: Der höchste Ton erfordert mit a1 in einer Kantate, b1 in drei Kantaten, h1 in einer Kantate und c2 in zwei Kantaten eine Saite, die höher gestimmt ist als die oberste Saite a des Violoncello. Der tiefste Ton des Ambitus unterscheidet sich mehr; in keiner Kantate sind unterhalb von G längere Passagen zu spielen, die einen kräftigen Bass verlangen würden. Die Kantaten BWV 6, BWV 115 und BVW 180 sind in Alt- und Bass-Schlüsselung (analog der Schlüsselung in der 6. Suite für Violoncello von Bach), die Kantaten BWV 41, BWV 49 und BWV 85 sind im oktavierten Violinschlüssel rsp. für tiefere Töne im Bass-Schlüssel notiert und entsprechen somit der Notation von Violoncellomusik, wie sie in der Vorklassik aufkam, aber zu dieser Zeit noch nicht üblich war. Die Kantate Er rufet seinen Schafen mit Namen, BWV 175, entspricht mit Tenor-Bass-Schlüsselung der für das Violoncello üblichen. Diese Kantate unterscheidet sich von den übrigen auch darin, dass die Stimme auf einem viersaitigen Violoncello mit damaliger Technik ohne Einschränkungen spielbar ist.
Es gibt also seit der Entstehung der Kantaten einige Belege für ein fünfsaitiges Instrument in Armhaltung. Der etwas differierende Ambitus in den verschiedenen Kantaten könnte darauf hindeuten, dass sich die Instrumente der Kantaten geringfügig, z. B. in ihrer Größe, unterschieden; auch ist die Bezeichnung „Violoncello piccolo“ für die Kantate BWV 175 allenfalls aus klanglichen, nicht aber aus spieltechnischen Gründen nachvollziehbar.
Somit dürften im 18. Jahrhundert Violoncello piccolo, Viola pomposa und Viola da Spal(l)a ähnliche Instrumente gewesen sein, fünfsaitige Bratschen in der Stimmung CGdae1.

### 20. Jahrhundert
In den letzten Jahren gab es Einspielungen namhafter Barockcellisten (Anner Bylsma, Pieter Wispelwey, Christophe Coin und andere) mit einem fünfsaitigen Violoncello in normaler oder geringfügig kleinerer Mensur. Eingespielt wurden die entsprechenden Bach-Kantaten, die 6. Violoncellosuite von Bach und auch andere Musik.

Violoncelle à cinq cordes (fünfsaitiges Violoncello mit großer Mensur)

Für ein solches fünfsaitiges Violoncello gibt es historische Belege.
Das erste von Antonio Stradivari gefertigte (heute erhaltene) Violoncello ist 1667 datiert, also zwei Jahre nach dem ersten musikgeschichtlichen Beleg des Worts Violoncello in einer Sammlung von Arresti. Es ist im Grunde ein Hybrid aus Bassgambe und Bassgeige, aufgrund seiner Größe ein Bass-Instrument, und im Wirbelkasten mit Löchern für fünf Wirbel, und damit für fünf Saiten gefertigt. Fünfsaitige Bässe sind z. B. im Syntagma musicum als Bas-Geig de bracio schon 1600 beschrieben. In den folgenden Jahrzehnten gab es jedoch keine historischen Belege für ein fünfsaitiges Instrument der Faktur und Stimmung, wie sie heute als „Violoncello piccolo“ bezeichnet wird.
Musikalische Hinweise finden sich in den in Abschriften des Jahres 1719 erhaltenen sechs Suiten für Violoncello solo von Johann Sebastian Bach. Vermutet werden kann, dass Bach angesprochen hat, was zur Entstehungszeit der Suiten (um 1720) unter dem Begriff Violoncello verstanden werden konnte, nämlich in den Suiten 1 bis 4 ein Instrument ähnlich dem heute üblichen, in der fünften Suite ein Instrument in der Stimmung, wie sie bis 1700 in Bologna üblich war (CGdg), und in der sechsten Suite ein „violoncelle a 5 acordes CGdae1“, ein fünfsaitiges Instrument. Die Suite benötigt an mehreren Stellen einen vollen Bass, was auf ein großes Instrument (in Kniehaltung) hindeutet.
Möglicherweise ist auch eine Violoncello-Sonate von Domenico Gabrielli (im Manuskript enthalten als alcuni ricercari per violoncello e basso continuo, Bologna 1689) für ein fünfsaitiges Instrument der Stimmung CGdgd1 geschrieben worden, da ein Akkord im zweiten Satz nur so ausführbar ist.
Danach gibt es nur wenige Belege für den Gebrauch eines solchen Instruments in der ersten Hälfte des 18. Jahrhunderts. Eine anonyme englische Federzeichnung „Handel directing an oratorio“ (ca. 1740, British Museum, Mansell Collection) stellt einen stehenden Cellisten mit einem fünfsaitigen Instrument dar. Eine Karikatur des Londoner Cellovirtuosen Giacomo Cervetto um 1750 als „Nosey“ zeigt diesen ebenfalls mit einem fünfsaitigen Violoncello. Manche Cellomusik des Hochbarock, z. B. von Michel Corrette, Leonardo Leo, Francesco Scipriani, Pasqualino de Marzis und von Georg Philipp Telemann, war möglicherweise für dieses Instrument gedacht, weil sie technisch ungewöhnlich aus dem Rahmen fällt und hohe Lagen erfordert, die mit den damaligen Instrumenten und der damaligen Technik nur unbequem ausführbar sind. In den fünf Bänden überlieferter Cellosonaten von Jean-Baptiste Masse, laut Titelblatt einer der Vingt-quatre Violons du Roy, finden sich nicht nur außergewöhnlich hohe Passagen, sondern in manchen Sonaten auch Akkorde, die auf einem viersaitigen Violoncello nicht ausgeführt werden können. Es gibt Hinweise dafür, dass in dieser Zeit der Geigenbass, die Basse de Violon, in Frankreich sowohl in Form eines viersaitigen Violoncellos, als auch als fünfsaitiges Violoncello (in der Stimmung C-G-d-a-d1) vorkamen.
Das fünfsaitige Violoncello ist bauartbedingt leiser als das viersaitige. Mit dem sich entwickelnden Spiel in höheren Lagen kam es offenbar nach 1750 außer Gebrauch.
Da Viola pomposa und Violoncello piccolo heutiger Bezeichnung jedoch gleich gestimmt sind und durch die Fünfsaitigkeit ähnlich klingen (fein, näselnd, süß), braucht es musikalisch keine Einwände zu geben, sie für dieselbe Aufgabe im Wechsel zu verwenden.